# Barzin
Barzin is een gehucht in de Belgische gemeente Wellin. Barzin ligt in de provincie Luxemburg.
Het gehucht bevindt zich tussen Lomprez, de deelgemeente waar Barzin toebehoort, en Sohier.
Deelgemeenten: Chanly · Halma · Lomprez · Sohier · Wellin

Overige dorpen en gehuchten: Barzin · Froidlieu · Fays-Famenne · Neupont

Belgische gemeenten · Arrondissement Neufchâteau · Luxemburg · Wallonië